# Катедра по растителна защита, ботаника и зоология (ШУ)
Катедра „Растителна защита, ботаника и зоология“ е една от катедрите на Факултетът по природни науки на Шуменски университет „Епископ Константин Преславски“, която се занимава в областта на – растителна защита, ботаника и зоология. Неин ръководител е проф. д-р Димчо Захариев Иванов.
През 2018 г. специалисти от катедрата участват в дискусия за проблемите, предизвикани от враните в Градската градина на Шумен.
На 20 февруари 2020 г. катедрата е домакин на среща „Шафрановият минзухар – червеното злато вече е в България“, в която участва г-н Хасан Тахиров – председател на Българската национална асоциация на производителите на шафран и биологични шафранови продукти.

## Академичен състав
През 2020 г. академичният състав на катедра „Растителна защита, ботаника и зоология“ се състои от 6 хабилитирани преподаватели и 4 нехабилитирани преподаватели.
- Проф. д.с.н. Свилен Пенчев Райков
- Проф. д-р Веселин Александров Арнаудов
- Проф. д-р Димчо Захариев Иванов
- Доц. д-р Красимира Трифонова Танова
- Доц. д-р Пенка Цанева Момчилова - Стойчева
- Доц. д-р Росица Димитрова Давидова
- Гл. ас. д-р Виктор Методиев Василев
- Гл. ас. д-р Димитър Василев Димитров
- Гл. ас. д-р Мария Живкова Касчиева
- Хон. ас. Христо Петров Христов